# Mohammed Émin Résulzadé
Mammad Amin Rasulzadé (souvent transcrit Mammad Amin Rasulzade ou Mammed, comme en anglais ; en azéri : Məmməd Əmin Rəsulzadə /mæhæmˈmæd æˈmin ɾæsulzɑːˈdæ/), né le 31 janvier 1884 à Novkhana et mort le 6 mars 1955 à Ankara, est un penseur et homme politique azerbaïdjanais, considéré comme un des pères fondateurs de la première république démocratique du monde musulman.
Son slogan :

« Bir kərə yüksələn bayraq, bir daha enməz! »

« Un drapeau qui a été hissé une fois, n'est plus jamais redescendu ! »

est devenu un incontournable pour les mouvements indépendantistes azéris du XXe siècle.

## Parti de Mussavat et la république démocratique d'Azerbaïdjan

Premier drapeau de la république démocratique d'Azerbaïdjan (jusqu'au 9 novembre 1918).

Après la loi d'amnistie de 1913, consacrée au 300e anniversaire de la dynastie des Romanov, Rasulzade retourna à Bakou, quitta le parti Hummet dont il était membre et rejoignit en 1913 le parti secret Mussavat (Égalité), établi en 1911, qui initialement promu des idées pan-islamistes, pan-turquistes et socialistes, ou plus précisément le panislamisme mais avec une affinité pour les liens culturels avec le monde turc, et qui devint finalement le parti nationaliste azerbaïdjanais, et devint rapidement son chef. En 1915, il commença à publier le journal du parti "Açıq Söz" (mot ouvert) qui dura jusqu'en 1918. Quand la révolution de février arriva, Mussavat et d'autres partis politiques secrets de l'Empire russe furent rapidement légalisés et devinrent un parti important des musulmans du Caucase. Parti des fédéralistes turcs dirigé par Nasib bay Yousifbeyli. La révolution d'octobre 1917 conduisit à la sécession de la Transcaucasie de la Russie et Rasulzade devint chef de la faction musulmane au Seym, parlement de la Fédération de Transcaucasie. Après la dissolution de la Fédération Transcaucasienne, la faction musulmane a été réorganisée en Conseil national azerbaïdjanais, dont le chef Rasulzade a été élu à l'unanimité en mai 1918.
Le 28 mai 1918, le Conseil national azerbaïdjanais, dirigé par Rasulzade, a proclamé une république indépendante d'Azerbaïdjan. Rasulzade a également initié la création de l'université d'État de Bakou avec Rashid Khan Gaplanov, ministre de l'éducation avec le financement du baron du pétrole Haji Zeynalabdin Taghiyev en 1919. Rasulzade a enseigné la littérature ottomane à l'université.
Après l'effondrement de la république démocratique d'Azerbaïdjan en avril 1920, Rasulzade quitta Bakou et se cacha dans le village montagneux de Lahij pour diriger la résistance à la soviétisation, mais en août 1920, après l'écrasement des rébellions de Ganja, Karabakh, Zagatala et Lankaran, dirigé par d'anciens officiers de l'armée nationale azerbaïdjanaise, Rasulzade a été arrêté et amené à Bakou. Ce n'est que grâce à son sauvetage de Joseph Staline en 1905, que Rasulzade a été libéré et transféré d'Azerbaïdjan en Russie. Au cours des deux années suivantes, Rasulzade a travaillé comme représentant de la presse au Commissariat des Nations à Moscou. Il a été détaché à Saint-Pétersbourg en 1922 d'où il s'est échappé en Finlande.

## Exil

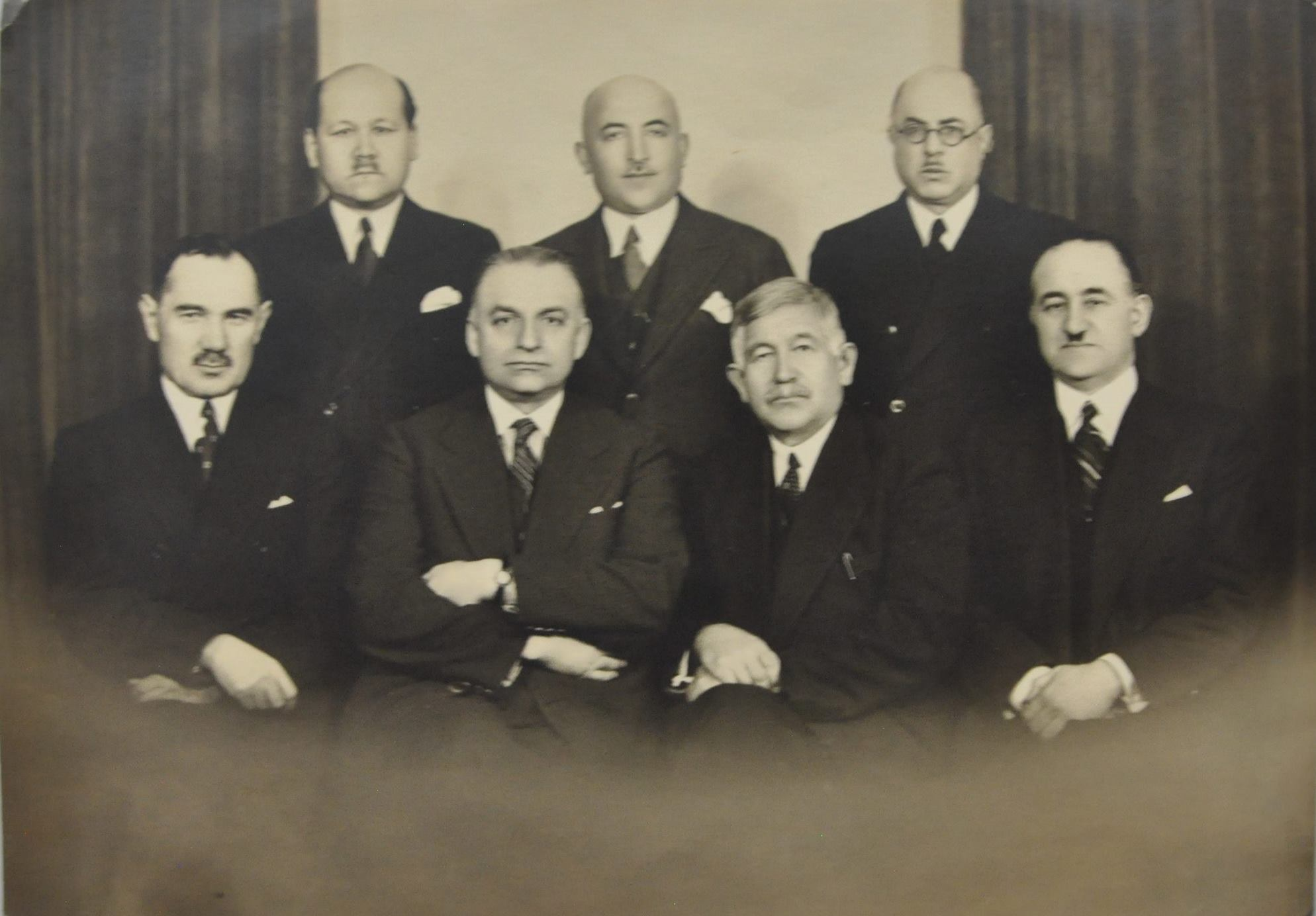
En exil à Varsovie, vers 1936, avec Tausultan Shakman, Mustafa bey Vekilov, Mustafa Chokay, Magomed Girei Sunsh, Cafer Seydahmet Kırımer, Ayaz Ishaki et Mohammed Émin Résulzadé.

Pour le reste de sa vie, Rasulzade a vécu en exil en Turquie. Cependant, la suppression des publications des émigrés en 1931 a coïncidé avec l'expulsion de Rasulzade de Turquie, et certains l'ont vu comme le résultat de céder aux pressions soviétiques. En exil, Rasulzade publia un pamphlet intitulé O Pantiurkizme v sviazi s kavkazskoi problemoi (Pan-turquisme à propos du problème caucasien), dans lequel il affirmait fermement son point de vue : le pan-turquisme était un mouvement culturel plutôt qu'un programme politique. Ainsi, il se rendit en Pologne en 1938, où il rencontra sa femme, Vanda, nièce de l'homme d'État polonais Józef Piłsudski, puis en Roumanie en 1940. Enfin, après la Seconde Guerre mondiale, il retourna à Ankara, Turquie en 1947, où il participa dans la politique du mouvement marginal pan turc. En raison de la sensibilité de sa présence en Turquie ou en Iran, et étant souvent exilé, Rasulzade "chérissait de mauvais souvenirs à la fois de l'Iran et de la Turquie". Dans son appel au peuple azerbaïdjanais en 1953 par l'intermédiaire de Voice of America, il a souligné son espoir qu'un jour il redeviendrait indépendant. Il est mort en 1955, un homme brisé selon Thomas Goltz, et a été enterré dans le cimetière de Cebeci Asri à Ankara.

## Héritage et honneurs

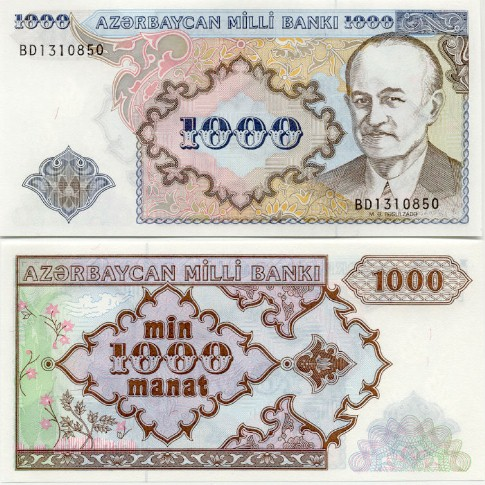
Monnaie azerbaïdjanaise : 1000 Manat (1993) jusqu'en 2001.

Rasulzade a été commémoré par de nombreux monuments à travers l'Azerbaïdjan, tels que l'Université d'État de Bakou, qui a été nommé d'après son honneur. Rasulzade était représenté sur l'avers du billet de 1000 manats azerbaïdjanais de 1993-2006.
Un lycée public à Ankara, en Turquie porte également son nom.

## Grands travaux
Les travaux de Rasulzade incluent: 
- Les lumières dans l'obscurité. (jouer, 1908, non publié)
- Le critique du parti d'Etidaliyyun. Téhéran, 1910 (en persan)
- Le bonheur de l'humanité (Saadet-e basher). Ardebil, 1911 (en persan)
- Une vie malheureuse (Aci bir hayat). Bakou, 1912
- Deux points de vue sur la forme de gouvernement (avec Akhmet Salikov). Moscou, 1917
- Rôle de Musavat dans la formation de l'Azerbaïdjan. Bakou, 1920
- République d'Azerbaïdjan: caractéristiques, formation et état contemporain. Istanbul, 1923
- Sayavush de notre siècle. Istanbul, 1925
- Turcs du Caucase. Istanbul, 1928
- Le panturanisme à l'égard du problème caucasien. Paris, 1930 (en russe), réimprimé avec une introduction anglaise en 1985 à Oxford
- A propos de la république d'Azerbaïdjan Berlin, 1933 (en allemand)
- Problème de l'Azerbaïdjan. Berlin, 1938 (en allemand)
- La lutte de l'Azerbaïdjan pour l'indépendance. Varsovie, 1939 (en polonais)
- Les traditions culturelles de l'Azerbaïdjan. Ankara, 1949
- Littérature contemporaine azerbaïdjanaise. Ankara, 1950
- Histoire contemporaine azerbaïdjanaise. Ankara, 1951
- Grand poète azerbaïdjanais Nizami. Ankara, 1951
- Sensibilisation nationale. Ankara, 1978
- Nassiman Yagoublu, «Məhəmməd Əmin Rəsulzadə ensiklopediyası» Kitab Klubu MMC, 2013, 506 səh.